# Список журналов Литовской ССР
Список содержит информацию о журналах, официально издававшихся на территории Литовской Советской Социалистической Республики в период с 1940 по 1990 год.
В список не включены:
- Неофициальные (самиздатовские) журналы, которые не проходили регистрацию во Всесоюзной книжной палате — главном органе государственной библиографии СССР, и не получали ISSN;
- Журналы, издававшиеся на территории современной Литвы до образования Литовской ССР и включения её в состав СССР (т. е. до июля 1940 года) и после её прекращения существования Литовской ССР (т. е. после марта 1990 года);
- Периодические издания, не являющиеся журналами (газеты, бюллетени, сборники, альманахи) согласно летописям Всесоюзной книжной палаты.

| Название | Название в переводе | Подзаголовок | Ответственный                                                                               | Город издания | Издательство                                 | Годы издания | Периодичность    | Язык                                                            | ISSN      | Примечание |
| --- | --- | --- | ------------------------------------------------------------------------------------------- | ------------- | -------------------------------------------- | ------------ | ---------------- | --------------------------------------------------------------- | --------- | --- |
| Genus | Дятел | Ежемесячный журнал ЦК ЛКСМ Литвы и Республиканского совета Пионерской организации им. В. И. Ленина для детей младшего школьного возраста | —                                                                                           | Вильнюс       | Издательство ЦК КП Литвы                     | 1940—        | 1 раз в месяц    | литовский                                                       | 0132-649X | |
| Jaunimo gretos | Ряды молодёжи | Ежемесячный литературный и общественно-политический иллюстрированный журнал ЦК ЛКСМ Литвы для молодёжи | —                                                                                           | Вильнюс       | Издательство ЦК КП Литвы                     | 1944—        | 1 раз в месяц    | литовский                                                       | 0132-6562 | |
| Kobieta Radziecka | Советская женщина | Ежемесячный общественно-политический и литературный иллюстрированный журнал | —                                                                                           | Вильнюс       | Издательство ЦК КП Литвы                     | 1952—        | 1 раз в месяц    | польский                                                        | 0134-319X | Приложение к каждому номеру: вкладка «Okruszynki» (с пол. — «Крошки»; без ISSN). Выходил также на литовском языке: «Tarybinė moteris». |
| Komunistas | Коммунист | Теоретический и политический журнал ЦК КП Литвы | —                                                                                           | Вильнюс       | Издательство ЦК КП Литвы                     | 1918—        | 1 раз в месяц    | литовский                                                       | 0134-3114 | Приложение к 1982, № 6: «О продовольственной программе СССР на период до 1990 года и мерах по её реализации». Выходил также на литовском языке: «Komunistas». «Коммунист» повторял год издания журнала «Komunistas», выходившего с 1918 года. |
| Kultūros barai | Вехи культуры | Ежемесячный журнал Министерства культуры Литовской ССР | —                                                                                           | Вильнюс       | Периодика                                    | 1965—        | 1 раз в месяц    | литовский                                                       | 0134-3106 | |
| Laikas ir įvykiai | События и время | Журнал ЦК КП Литвы | —                                                                                           | Вильнюс       | Издательство ЦК КП Литвы                     | 1945—        | 2 раза в месяц   | литовский                                                       | 0206-3115 | |
| Liaudies ūkis | Народное хозяйство | Ежемесячный экономический журнал Государственного планового комитета, Министерства финансов и Института экономики Академии наук Литовской ССР; ← Ежемесячный научно-экономический журнал Государственного планового комитета, Министерства финансов и Института экономики Академии наук Литовской ССР | —                                                                                           | Вильнюс       | Периодика                                    | 1958—        | 1 раз в месяц    | литовский                                                       | 0134-3076 | |
| Mokslas ir gyvenimas | Наука и жизнь | Ежемесячный журнал общества «Знание» Литовской ССР; ← Журнал общества «Знание» Литовской ССР | —                                                                                           | Вильнюс       | [без издательства]                           | 1957—        | 1 раз в месяц    | литовский                                                       | 0134-3084 | |
| Mokslas ir technika | Наука и техника | Ежемесячный научно-теоретический журнал Академии наук Литовской ССР и Литовского республиканского совета научно-технических обществ | —                                                                                           | Вильнюс       | Периодика                                    | 1959—        | 1 раз в месяц    | литовский                                                       | 0134-3165 | |
| Moksleivis | Учащийся | Ежемесячный журнал ЦК ЛКСМ Литвы для учащихся | —                                                                                           | Вильнюс       | Периодика                                    | 1958—        | 1 раз в месяц    | литовский                                                       | 0134-3254 | |
| Mūsų gamta | Наша природа | Научно-популярный и научно-теоретический ежемесячник по охране природы, краеведению, охотничьему хозяйству, рыболовству и любительскому рыболовству. Журнал Литовского общества охраны природы, Общества охотников и рыболовов Литовской ССР, Республиканского совета по туризму и экскурсиям         | —                                                                                           | Вильнюс       | Издательство Союза журналистов Литовской ССР | 1964—        | 1 раз в месяц    | литовский                                                       | 0134-3203 | |
| Mūsų sodai | Наши сады | Ежемесячный научно-производственный иллюстрированный журнал Министерства сельского хозяйства Литовской ССР, Министерства плодоовощного хозяйства Литовской ССР и Общества садоводов Литвы; ← Журнал Министерства сельского хозяйства Литовской ССР и Общества садоводов Литвы                         | —                                                                                           | Вильнюс       | Периодика                                    | 1959—        | 1 раз в месяц    | литовский                                                       | 0134-3246 | |
| Mūsų žodis | Наше слово | Ежемесячный журнал Центрального правления Литовского общества слепых; ← Журнал Центрального правления Литовского общества слепых | —                                                                                           | Вильнюс       | [без издательства]                           | 1959—        | 1 раз в месяц    | литовский                                                       | 0134-3157 | |
| Nemunas | Неман | Ежемесячный литературно-художественный и общественно-политический журнал ЦК ЛКСМ Литвы и Союза писателей Литовской ССР для молодёжи | —                                                                                           | Каунас        | Периодика                                    | 1967—        | 1 раз в месяц    | литовский                                                       | 0134-3149 | |
| Pergale | Победа | Ежемесячный литературный, художественный и критический журнал. Орган Союза писателей Литовской ССР | —                                                                                           | Вильнюс       | Периодика                                    | 1942—        | 1 раз в месяц    | литовский                                                       | 0134-3211 | |
| Sveikatos apsauga | Здравоохранение | Ежемесячный журнал Министерства здравоохранения Литовской ССР | —                                                                                           | Вильнюс       | Периодика                                    | 1956—        | 1 раз в месяц    | литовский, резюме на русском                                    | 0491-6514 | |
| Šluota | Метла | Двухнедельный журнал сатиры и юмора | —                                                                                           | Вильнюс       | Издательство ЦК КП Литвы                     | 1934—        | 1 раз в 2 недели | литовский                                                       | 0132-6554 | |
| Švyturys | Маяк | Общественно-политический и литературный иллюстрированный журнал | —                                                                                           | Вильнюс       | Издательство ЦК КП Литвы                     | 1949—        | 2 раза в месяц   | литовский                                                       | 0132-6546 | |
| Tarybinė mokykla | Советская школа | Ежемесячный педагогическо-методический журнал Министерства просвещения Литовской ССР | —                                                                                           | Вильнюс       | Периодика                                    | 1945—        | 1 раз в месяц    | литовский                                                       | 0134-3238 | |
| Tarybinė moteris | Советская женщина | Ежемесячный общественно-политический и литературный иллюстрированный журнал | —                                                                                           | Вильнюс       | Издательство ЦК КП Литвы                     | 1952—        | 1 раз в месяц    | литовский                                                       | 0134-322X | Приложение к каждому номеру: вкладка «Pagrandukas» (с лит. — «Поскрёбыш»; без ISSN). Выходил также на польском языке: «Kobieta Radziecka». |
| Žemės ūkis | Сельское хозяйство | Ежемесячный журнал Министерства сельского хозяйства Литовской ССР | —                                                                                           | Вильнюс       | Периодика                                    | 1925—        | 1 раз в месяц    | литовский                                                       | 0134-3173 | Приложение к 1982, № 7: «О продовольственной программе СССР на период до 1990 года и мерах по её реализации». |
| Žvaigždutė | Звёздочка | Ежеквартальный журнал ЦК ЛКСМ Литвы и Республиканского совета Пионерской организации им. В. И. Ленина | —                                                                                           | Вильнюс       | Периодика                                    | 1971—        | 1 раз в квартал  | литовский                                                       | 0132-6538 | |
| Коммунист | Коммунист | Теоретический и политический журнал ЦК КП Литвы | —                                                                                           | Вильнюс       | Издательство ЦК КП Литвы                     | 1946—        | 1 раз в месяц    | русский                                                         | 0321-2114 | Выходил также на русском языке: «Коммунист» (повторял год издания «Komunistas»). Приложение к 1982, № 6: «О продовольственной программе СССР на период до 1990 года и мерах по её реализации».                                                |
| Литва литературная | Литва литературная | Литературно-художественный и общественно-политический двухмесячный журнал Союза писателей Литовской ССР | —                                                                                           | Вильнюс       | Периодика                                    | 1978—        | 1 раз в 2 месяца | русский                                                         | 0206-295X | |
| Литовский математический сборник = Lietuvos matematikos rinkinys                                                         | Литовский математический сборник = Lietuvos matematikos rinkinys                                                         | [без подзаголовка] | Академия наук Литовской ССР, Общество математиков Литовской ССР, Высшие школы Литовской ССР | Вильнюс       | Мокслас                                      | 1961—        | 1 раз в квартал  | русский, резюме на английском, литовском, немецком, французском | 0132-2818 | |
| Литовский физический сборник = Lietuvos fizikos rinkinys                                                                 | Литовский физический сборник = Lietuvos fizikos rinkinys                                                                 | [без подзаголовка] | Академия наук Литовской ССР, Высшие школы Литовской ССР, Общество физиков Литовской ССР     | Вильнюс       | Мокслас                                      | 1961—        | 1 раз в 2 месяца | русский, резюме на английском, литовском.                       | 0024-2969 | |
| Русский язык в школе | Русский язык в школе | Учебно-методический журнал для школ с литовским (польским) языком обучения | Министерство просвещения Литовской ССР                                                      | Вильнюс       | Периодика                                    | 1977—        | 1 раз в 2 месяца | русский                                                         | 0201-5161 | |
| События и время | События и время | Журнал ЦК КП Литвы | —                                                                                           | Вильнюс       | Издательство ЦК КП Литвы                     | 1945—        | 2 раза в месяц   | русский                                                         | 0206-3107 | |
| Труды Академии наук Литовской ССР = Lietuvos TSR mokslų akademijos darbai. Серия А. Общественные науки                   | Труды Академии наук Литовской ССР = Lietuvos TSR mokslų akademijos darbai. Серия А. Общественные науки                   | [без подзаголовка] | —                                                                                           | Вильнюс       | Мокслас                                      | 1955—        | 1 раз в квартал  | литовский, русский                                              | 0131-3843 | |
| Труды Академии наук Литовской ССР = Lietuvos TSR mokslų akademijos darbai. Серия Б. Химия, техника, физическая география | Труды Академии наук Литовской ССР = Lietuvos TSR mokslų akademijos darbai. Серия Б. Химия, техника, физическая география | [без подзаголовка] | —                                                                                           | Вильнюс       | Мокслас                                      | 1955—        | 1 раз в квартал  | литовский, русский                                              | 0132-2729 | |
| Труды Академии наук Литовской ССР = Lietuvos TSR mokslų akademijos darbai. Серия В. Биологические науки                  | Труды Академии наук Литовской ССР = Lietuvos TSR mokslų akademijos darbai. Серия В. Биологические науки                  | [без подзаголовка] | —                                                                                           | Вильнюс       | Мокслас                                      | 1960—        | 1 раз в квартал  | литовский, русский                                              | 0131-3851 | |